# Vera Dominke
Vera Dominke (* 23. September 1953 in Hildesheim) war von September 2006 bis Dezember 2008 die Präsidentin der Fachhochschule Oldenburg/Ostfriesland/Wilhelmshaven. Von 2002 bis 2005 war sie für die CDU Mitglied des 15. Deutschen Bundestages.

## Ausbildung und Beruf
Vera Dominke studierte von 1972 bis 1973 Sozialwissenschaften und von 1973 bis 1978 Rechtswissenschaften. Daran schloss sich ein juristisches Referendariat an, das sie 1981 mit dem zweiten Staatsexamen abschloss. Daraufhin arbeitete sie im öffentlichen Dienst bei verschiedenen Behörden. Von 1998 bis 2000 war sie Präsidentin der Fachhochschule Oldenburg. Von 2000 bis 2002 war sie beim Ministerium für Wissenschaft und Kultur in Niedersachsen beschäftigt. Am 13. Dezember 2005 wurde sie vom akademischen Senat zur Präsidentin der Fachhochschule Oldenburg/Ostfriesland/Wilhelmshaven gewählt. Das Amt trat Vera Dominke am 1. September 2006 an, nachdem sie zwischenzeitlich Präsidentin der Niedersächsischen Schulinspektion gewesen war. Am 2. Dezember 2008 wurde Dominke vom Senat der Fachhochschule Oldenburg/Ostfriesland/Wilhelmshaven mit einer Mehrheit von drei Vierteln seiner Mitglieder abgewählt und damit ihre Entlassung vorgeschlagen. Der Hochschulrat hat dem Beschluss des Senats am 19. Dezember 2008 zugestimmt.

## Politische Tätigkeit
Von 2002 bis 2005 war sie Mitglied des 15. Deutschen Bundestages als Vertreterin des Wahlkreises 029 (Delmenhorst – Wesermarsch – Oldenburg-Land).